# Efekt čertíka v krabičce

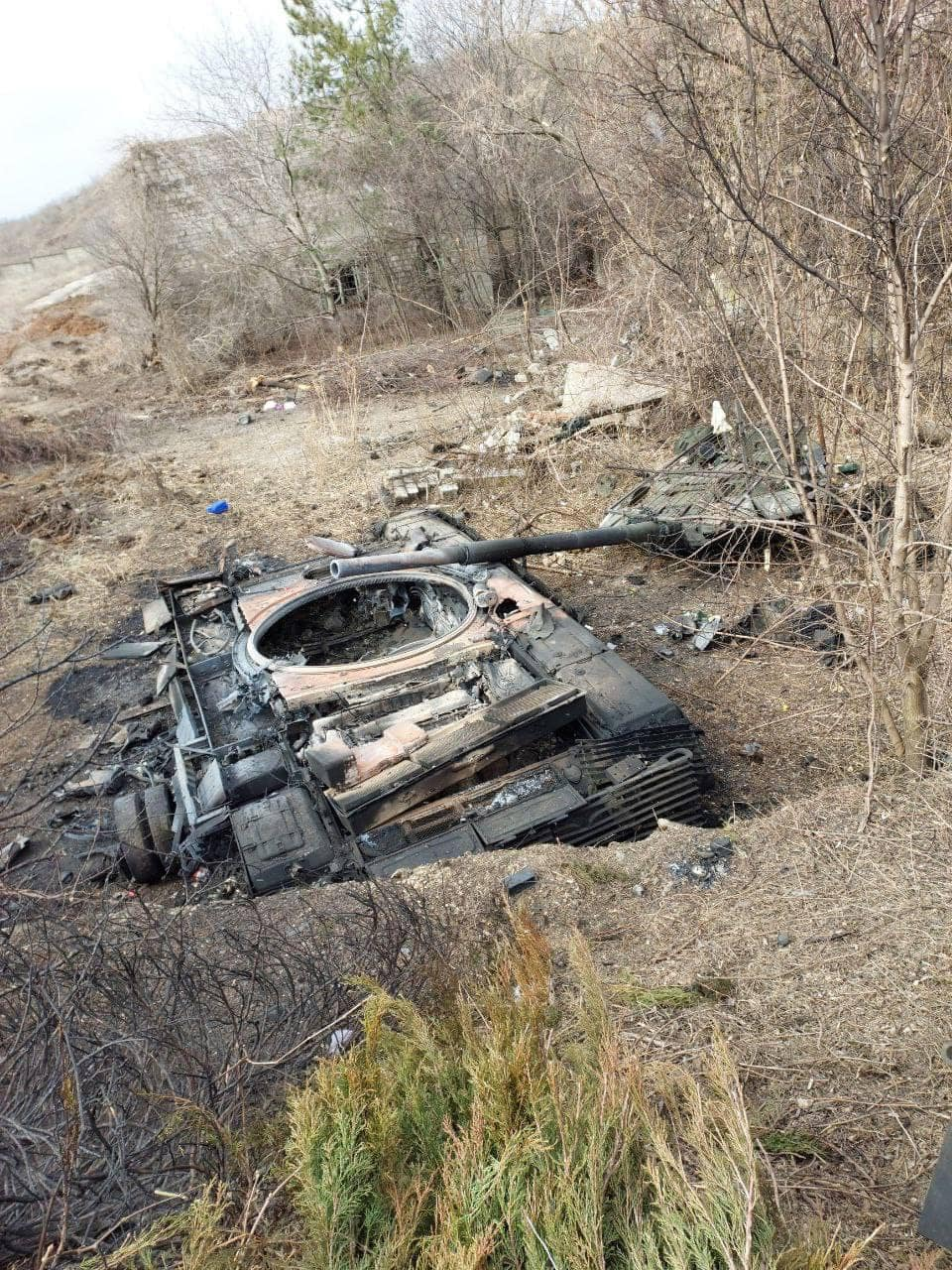
Ruský tank T-72 zničený Ukrajinskými pozemními silami v Mariupolu má odtrženou věž ležící napravo – výsledek efektu čertíka v krabičce.

Efekt čertíka v krabičce (anglicky Jack-in-the-box effect) je specifický druh výbuchu tanku, při kterém exploze munice uvnitř způsobí odtržení věže s hlavní a její odmrštění do vzdálenosti až mnoha metrů. Je pojmenován podle dětské hračky, ve které pružinový mechanismus náhle vymrští postavičku z krabičky.
Je to rozšířený jev u tanků sovětské, potažmo ruské výroby (např. T-72, T-80, T-90). U těchto typů je totiž munice skladována pod věží a nikoli v odděleném prostoru pro munici jako u většiny západních tanků (kde energie v případě zásahu směřuje směrem ven). Posádka tak v podstatě sedí na obrovské zásobě výbušnin a při zásahu a následném vznícení často i celého zásobníku munice prakticky nemá šanci přežít. Tlaková vlna pak odtrhne věž. 

Výhodou tohoto konstrukčního řešení je nižší profil vozidla, které se tím stává obtížněji zasažitelné, nicméně to zdaleka nevyváží případnou ztrátu posádky, jejíž výcvik trvá dlouhou dobu (12 a více měsíců). Navíc tato výhoda na moderním bojišti plném "chytrých zbraní" hraje minimální roli.
Tato slabina sovětských/ruských tanků je známa již od války v Perském zálivu a projevila se i během ruské invaze na Ukrajinu v roce 2022.